# Alpes nóricos
 Los Alpes nóricos (en alemán: Norische Alpen) es un término colectivo que denota varias cadenas montañosas de los Alpes orientales. El nombre deriva de la antigua provincia Noricum del Imperio Romano en el territorio de la actual Austria y el área adyacente de Baviera y Eslovenia.

## Historia del concepto
Refiriéndose al Noricum extinto, la designación originalmente comprendía las cadenas montañosas alpinas en el ducado medieval bávaro del Francia Oriental, incluidas las regiones del Tirol, Salzburgo y la Alta Austria.
En el siglo XIX, el término alemán Norische Alpen incluía todo el grupo de cordilleras de los Alpes de piedra caliza del este central y del norte al este del pico Dreiherrnspitze. Los Alpes Nóricos se consideraron la principal cadena del norte de los Alpes del este, junto con los Alpes de Carnia (es decir, los Alpes cárnicos, los Alpes de Gailtal, Karawanks, los Alpes de Kamnik-Savinja y Pohorje) en el sur y los Alpes julianos en el sureste. Más tarde, el significado se limitó a las cordilleras al sur de la cadena principal alpina entre los ríos Mur y Drava.